# Impatiens uliginosa
Impatiens uliginosa är en balsaminväxtart som beskrevs av Adrien René Franchet. Impatiens uliginosa ingår i släktet balsaminer, och familjen balsaminväxter. Inga underarter finns listade i Catalogue of Life.